# Munster Records
Munster Records és una discogràfica independent fundada el 1983 a Madrid per Íñigo Pastor, més conegut artísticament com «Íñigo Munster», especialitzada en la recuperació de l'escena rock alternativa de les dècades anteriors fins a l'actualitat. Ha publicat treballs discogràfics d'Atom Rhumba, Cerebros Exprimidos o Turbonegro, la reedició amb motiu del seu cinquantè aniversari de Dioptria de Pau Riba, o la discografia completa de La Banda Trapera del Río.